# روبرت إي. هارمون
روبرت إي. هارمون (بالإنجليزية: Robert E. Harmon)‏ هو مدرب كرة سلة أمريكي، ولد في 1882 في جاكسونفيل في الولايات المتحدة، وتوفي في 1959.